# Cnaeus Cornelius Lentulus Marcellinus
Pour les articles homonymes, voir Cornelius Lentulus.
Cnaeus Cornelius Lentulus Marcellinus (90-48 av. J.-C.) est un homme d'État consul romain. Il était le père de Lentulus Marcellinus.
Il fut marié au moins deux fois. Sa première épouse est inconnue mais sa deuxième épouse était probablement Scribonia, d'au moins vingt ans sa cadette, qui deviendrait plus tard la deuxième épouse d'Augustus. En 56 av. J.-C., il est consul. Il meurt avant 47 av. J.-C.
Scribonia son épouse s'est remariée avec Publius Cornelius Scipio Salvito, avec qui elle a eu deux enfants : Cornelius Scipio et Cornelia Scipio. Plus tard elle a épousé Auguste et est devenue mère de Julia l'aînée.